# Pinniwallago kanpurensis
Pinniwallago kanpurensis – gatunek słodkowodnej ryby sumokształtnej z rodziny sumowatych (Siluridae), jedyny przedstawiciel rodzaju Pinniwallago. Endemit, znany jedynie z miejsca typowego Bara Tal w pobliżu Bhitargaon, stan Uttar Pradesh w Indiach. Występuje w stawach. Dorosłe osobniki tego gatunku osiągają maksymalnie 50 cm długości.